# The Lodge
The Lodge är en amerikansk-brittisk psykologisk skräckfilm från 2019. Filmen är regisserad av Veronika Franz och Severin Fiala. Fiala och Franz har även skrivit manus tillsammans med Sergio Casci. 
Filmen har premiär i Sverige den 6 mars 2020, utgiven av Lucky Dogs.

## Handling
Filmen handlar om författaren Richard Hall som ska skilja sig från sin fru för att gifta sig med en ny kvinna, Laura. Richard och Laura bestämmer sig för att tillbringa julen tillsammans med Richards två barn. De blir insnöade i den avlägset belägna stugan, och plötsligt börjar kusliga och skrämmande saker att inträffa.

## Rollista (i urval)
- Riley Keough - Grace Marshall
- Lola Reid - Young Grace
- Jaeden Martell - Aidan Hall
- Lia McHugh - Mia Hall
- Richard Armitage - Richard Hall
- Alicia Silverstone - Laura Hall